# Trypanosoma brucei
Trypanosoma brucei är en encellig, avlång parasit som orsakar Afrikansk sömnsjuka och mäter ca 15-30 μm. Parasiten sprids till människor och andra däggdjur när en infekterad tsetsefluga biter dem. Tsetseflugan fungerar därför som en vektor, medan däggdjuren fungerar som värd för parasiten. Sjukdomen finns enbart i Afrika, i de områden som man finner tsetseflugan. Parasiten tillhör en grupp av encelliga eukaryoter som kallas kinetoplastider efter en DNA-innehållandes struktur i deras mitokondrie, kallad kinetoplastiden.

## Trypanosoma brucei sp.
Trypanosoma brucei tillhör familjen Trypanosomatidae och släktet Trypanosoma. Det finns tre underarter till Trypanosoma brucei, nämligen T b gambiense, T b rhodesiense och T b brucei.
- Trypanosoma brucei gambiense – en antroponos som orsakar västafrikansk sömnsjuka, en endemi[2] i centrala och västra Afrika.[1] Dess vektor är Glossina palpalis och människan fungerar som en reservoar för parasiten, dvs. den sprids i de flesta fall endast från människa till människa via vektorn.[2] De gånger ett djur blir infekterat av T b gambiense blir det sällan sjukt, utan fungerar endast som en reservoar för parasiten.[1] Sjukdomsbilden är av kronisk och ständigt tilltagande art och kan pågå i nästan fyra år innan den infekterade personen slutligen dör.[2]
- Trypanosoma brucei rhodesiense – en zoonos som orsakar Östafrikansk sömnsjuka och finns i de södra och östra delarna av Afrika. Parasiten har flera däggdjursarter som reservoar, varav boskap är en viktig sådan. Spridningen sker via Glossina morsitans.[2] Ett sår efter en infekterad tsetseflugas bett uppkommer hos 19% av fallen.[1] Sjukdomen har ett snabbt och akut förlopp för människan och döden inträffar inom nio månader efter smittotillfället.[2] Djur som blivit smittade blir dock sällan sjuka, utan tjänar endast som en reservoar för parasiten.[1]
- Trypanosoma brucei brucei – infekterar i de flesta fall endast domesticerade och vilda däggdjur och orsakar den dödliga sjukdomen nagana hos dessa djur tillsammans med två andra arter av trypanosomer: Trypanosoma congolense och Trypanosoma vivax.[3] Nagana drabbar jordbruk och andra naturresurser svårt i många regioner som redan är hårt ansatta av fattigdom.[4] Enstaka fall där även människor har blivit infekterade har dock rapporterats.[1]

Att människor inte blir sjuka av trypanosomer som är virulenta för djur beror på att människans plasma innehåller lytiska faktorer - apoliprotein L1 och haptoglobin - som dödar parasiten då den når människans blodomlopp. T b gambiense och T b rhodesiense är tack vare sina ytproteiner resistenta mot dessa faktorer och tar därför ingen skada av dem. De enstaka fall av människor som blivit infekterade av djurs trypanosomer (t.ex. T b brucei) beror troligtvis på brist på apoliproteinet L1.

## Livscykeln
Trypanosoma brucei är en parasit som har en relativt komplex livscykel, med både en vektor och en värd – vektorn är tsetseflugan och värden är ett däggdjur, till exempel människan. Under dess livscykel går den igenom flera olika faser, då metabolism och struktur förändras. Då tsetseflugan biter ett infekterat däggdjur får den i sig parasiten, som då befinner sig i en fas då de är korta och kraftiga trypomastigoter. Trypomastigot är en form av denna parasit som kan orsaka infektion. Snart genomgår dessa parasiter en förändring som gör dem till procycliska trypomastigoter, vilka förökar sig asexuellt i tsetseflugans mage. Dessa trypomastigoter migrerar sedan efter en viss tid till spottkörtlarna i tsetseflugan där bildar så kallade epimastigoter. Detta är ett utvecklingsstadium där de fortsätter att dela sig, innan de utvecklas till kortare, infektiösa och metacykliska trypomastigoter. Den del av cykeln som äger rum i tsetseflugan tar ungefär tre veckor. När flugan sedan biter ytterligare ett däggdjur kommer dessa metacykliska trypomastigoter att följa med saliven till däggdjurets blodomlopp. Där utvecklas parasiten och blir längre och smalare till formen. Dessa smalare trypomastigoter genomgår asexuell förökning och parasiten sprids i kroppen via blodomloppet. Efter en viss tid kan sedan parasiten ta sig in i det centrala nervsystemet (CNS). Efter ytterligare en viss tid börjar parasiten att övergå till den korta, kraftigare formen av trypomastigoter igen. Dessa delar sig inte, men är förberedda för att åter fångas upp av en bitande tsetsefluga och därmed sluta cykeln. Ytterligare en fördel med att övergå till en form som inte kan dela sig är att antalet parasiter då inte längre ökar, vilket förlänger värdens överlevnad och därmed också ökar parasitens chanser att spridas vidare.

## Cellen

### Ytprotein
Då parasiten befinner sig i blodomloppet hos däggdjuret har den ett hölje som gör att den kan undvika däggdjurets immunsystem effektivt (Mathieu-Daudé, 1997). Detta är möjligt genom att hela tiden ändra utseendet på höljet som består av en enda grupp proteiner, så kallade VSG (Variable Surface Glycoprotein). De VSG som är aktivt uttryckta är ständigt lokaliserade nära kromosomändar, där de är en del av en stor transkriptionsenhet, denna enhet kallas EG (Expression Site). När höljet ändras sker detta randomiserat och på två olika sätt. Dels så kan ett aktivt VSG helt enkelt bytas ut mot ett annat, eller också så kan den aktiva transkriptionsenheten bytas ut. Dessutom så fungerar VSG höljet också som en sköld, eftersom det är så pass kompakt att immunförsvarets celler inte kommer i kontakt med parasitens membran. Detta är ett effektivt sätt att undvika immunförsvaret och därmed kunna fortleva i värden. När parasiten övergår till den mer kraftiga, korta formen i slutet av cykeln i värden, så övergår VSG höljet till ett hölje som är mindre kompakt och istället består av procykliner. Samtidigt övergår också parasitens sätt att utvinna energi - från att vara helt baserad på glykolys till att utnyttja mitokondriell respiration som energikälla.

### Cytoskelett
Trypanosom-cellen är avlång och har ett polärt cytoskelett av mikrotubuli som definierar cellens form och hålls intakt under hela parasitens cellcykel. Mikrotubili är arrangerade med sina minus-ändar längst fram och plus-ändarna längst bak i cellen. De organeller som förekommer i endast en kopia inuti cellen befinner sig alla mellan cellens centrum och den bakre änden. Dessa organeller är flagell-fickan, flagellen, kinetoplastiden, den stora mitokondrien och cellkärnan.

### Flagell-fickan och flagellen
Det är genom den så kallade flagell-fickan som själva flagellen kommer ut och den sitter långt bak i cellen. Parasitens rörlighet beror till stor del på den enda flagellen och dess roterande rörelser. Ett protein som förefaller öka mobiliteten hos parasiten är trypanin, vilket verkar stabilisera interaktionerna mellan cytoskelettet och flagellen och därmed kan parasiten röra sig fortare. Större delen av flagellen är på utsidan fäst längs med cellens sida, från den bakre delen där den går ut ur cellen och fram mot den främre delen av cellen. Via cytoskelettet är flagellen länkad till den basala kroppen hos parasiten. Den basala kroppen är i sin tur länkad till det mitokondriella genomet genom ett infästningskomplex. Detta kedjeformade genom kallas för kinetoplasten och finns alltså inuti den stora mitokondrie som sträcker sig genom hela cellen.

### Mitokondrien
Den stora mitokondrien är alltså en avlång struktur som sträcker sig genom hela cellen. I den form av parasiten som är anpassad för värdens blodomlopp är denna struktur relativt enkel, då parasiten i detta stadium använder sig av glukos i blodet som energikälla och inte mitokondriell respiration. Däremot så har den procykliska formen av parasiten mitonkondriell respiration som energikälla, då den inte har tillgång till glukos. Detta medför också att mitokondrien i detta stadium används i större utsträckning.

### Kinetoplasten
Detta är en struktur inuti den stora mitokondrien som innehåller de kedjeformade, mitokondriella DNA strukturerna. Kinetoplasten är länkad till den basala kroppen hos parasiten via en tredelad infästning som sträcker sig över den stora mitokondriens membran. Denna struktur är unik för en viss grupp av protozoer, som kallas för just kinetoplastider.

## Cellcykeln
Trypanosoma brucei delar sig under två faser i sin livscykel – i den procykliska formen i tsetseflugan samt då parasiten befinner sig i blodet hos värden. I den procykliska formen så börjar det hela med att den basala kroppen kopieras och den nya dotter-flagellen växer ut – båda har fortfarande kontakt med kinetoplasten. Därefter startar syntes av kinetoplastens genom och även av kärnans genom. Syntesen av kärnans genom startar något senare och tar längre tid än syntesen av kinetoplastens genom. Därför sker delningen av kinetoplasten till två innan själva mitosen sker. Efter det att mitos skett så sker också cytokinesen, vilken startar i den främre änden av cellen. Det finns vissa skillnader mellan delningen som sker i tsetseflugan och delning i blodet hos värden, främst har det att göra med positioner av olika organeller och dylikt, men principen för delningen är densamma.